# Vanuatubasis santosensis
Vanuatubasis santosensis là loài chuồn chuồn trong họ Coenagrionidae. Loài này được Ober & Staniczek mô tả khoa học đầu tiên năm 2009.